# Октябрьский (Суетский район)
Октябрьский — посёлок в Суетском районе Алтайского края России. Входит в состав Верх-Суетского сельсовета.

## География
Расположен в 9 км к северо-западу от села Верх-Суетка.

## История
С 1989 по 2011 гг. в составе Берегового сельсовета.

## Население
| 1997 | 1998 | 1999 | 2000 | 2001 | 2002 | 2003 |
| ---- | ---- | ---- | ---- | ---- | ---- | ---- |
| 294  | ↘293 | ↗305 | ↗326 | ↘296 | ↘288 | →288 |
| 2004 | 2005 | 2006 | 2007 | 2008 | 2009 | 2010 |
| ↘282 | ↘275 | ↘270 | ↘200 | ↘190 | ↗209 | ↘182 |
| 2011 | 2012 | 2013 |      |      |      |      |
| ↘181 | ↗185 | ↘182 |      |      |      |      |